# Robert C.A. Glunicke
Robert C.A. Glunicke, britanski general, * 1886, † 1963.